# رشته‌کوه کودوری
}}
رشته‌کوه کودوری (به لاتین: Kodori Range) یک رشته‌کوه و کوه در رشته‌کوه قفقاز است که در گرجستان واقع شده‌است. رشته‌کوه کودوری ۳٬۸۵۲ متر بالاتر از سطح دریا واقع شده‌است.